# (200128) 1997 SJ15
(200128) 1997 SJ15 es un asteroide perteneciente al cinturón de asteroides, descubierto el 29 de septiembre de 1997 por el equipo del Spacewatch desde el Observatorio Nacional de Kitt Peak, Arizona, Estados Unidos.

## Designación y nombre
Designado provisionalmente como 1997 SJ15.

## Características orbitales
1997 SJ15 está situado a una distancia media del Sol de 2,419 ua, pudiendo alejarse hasta 2,674 ua y acercarse hasta 2,164 ua. Su excentricidad es 0,105 y la inclinación orbital 3,671 grados. Emplea 1374,99 días en completar una órbita alrededor del Sol.

## Características físicas
La magnitud absoluta de 1997 SJ15 es 17,3.